# Roman Mackiewicz
Roman Mackiewicz (ur. 14 lutego 1917 we Lwowie, zm. 10 października 1999 w Krakowie) – polski dyrygent, kierownik muzyczny i dyrygent oper w Bytomiu, Krakowie, Warszawie, Łodzi, Lublinie i filharmonii w Bydgoszczy.

## Działalność muzyczna
W 1951 r. prowadził gościnnie Pomorską Orkiestrę Symfoniczną w Bydgoszczy. Po kilku miesiącach został zatrudniony w POS jako drugi dyrygent po Tadeuszu Wilczaku. Pracując pod okiem Arnolda Rezlera i Tadeusza Wilczaka, doskonalił swój dyrygencki warsztat, a kierowany przez niego zespół uzyskiwał pozytywne recenzje krytyków artystycznych. Z chwilą powołania do życia Filharmonii Pomorskiej był jej pierwszym kierownikiem artystycznym (od stycznia do lipca 1953 r.).
Na początku stycznia 1956 r. powierzono mu funkcję kierownika artystycznego nowo powstałego w Bydgoszczy Studia Operowego. Na stanowisku tym wytrwał do lipca tego roku, po czym opracowywał muzycznie przedstawienia operowe (m.in. „Straszny dwór” S. Moniuszki, 1958). Od 1958 r. był związany na stałe z Operą warszawską.